# Famille Chagot
 (novembre 2017).
Si vous disposez d'ouvrages ou d'articles de référence ou si vous connaissez des sites web de qualité traitant du thème abordé ici, merci de compléter l'article en donnant les références utiles à sa vérifiabilité et en les liant à la section « Notes et références ».
La Famille Chagot est une famille d'industriels de la région du Creusot et de Montceau les Mines,,,.

## Histoire
En 1818 Jean François Chagot est le seul repreneur et devient le propriétaire de l’ensemble des sociétés du Creusot et des Houillères de Blanzy. Il est le fondateur de la dynastie qui a contribué au développement industriel de ce territoire de Saône et Loire au cours du XIXe siècle.

## Personnalités de la famille
- Jean François Chagot (1752-1824) : Avocat à Paris, administrateur et adjudicataire de la Société du Creusot et de Blanzy, maître de Forges, maire du Creusot (1816-1818)
- Claude Henri Chagot (1786-1848) : Fils de Jean-François, Directeur et copropriétaire de la manufacture de cristaux de Montcenis (Le Creusot), conseiller général de Saône-et-Loire et maire du Creusot (1825-1831)
- François Marie Henri Chagot :(1789-1870) Fils de Jean-François, Directeur et copropriétaire de la manufacture de cristaux du Creusot.
- Louis-Hippolyte (1799-1880) :  Fils de Jean-François, Maitre de forges au Creusot, maire du Creusot (1831-1832).
- Jules Chagot (1801-1877) : Fils de Jean-François, Fondateur en 1833 (puis 1838) de la Compagnie des mines de Blanzy (Houillères de Blanzy). À l'origine de la création de la ville de Montceau-les-Mines[4],[5],[6]. Maire de Blanzy (1846-1848), maire de Saint-Vallier (1871-1877)
- Léonce Chagot (1822-1893) : Fils d'Hippolyte, petit-fils de Jean-François, Directeur des Houillères de Blanzy (1877-1893), premier maire de Montceau-les-Mines (1856-1878)[4],[5].